# Protaetia afflicta
Protaetia afflicta es una especie de escarabajo del género Protaetia, familia Scarabaeidae. Fue descrita científicamente por Gory & Percheron en 1833.
Especie nativa del Paleártico. Habita en el Mediterráneo Oriental y Chipre.

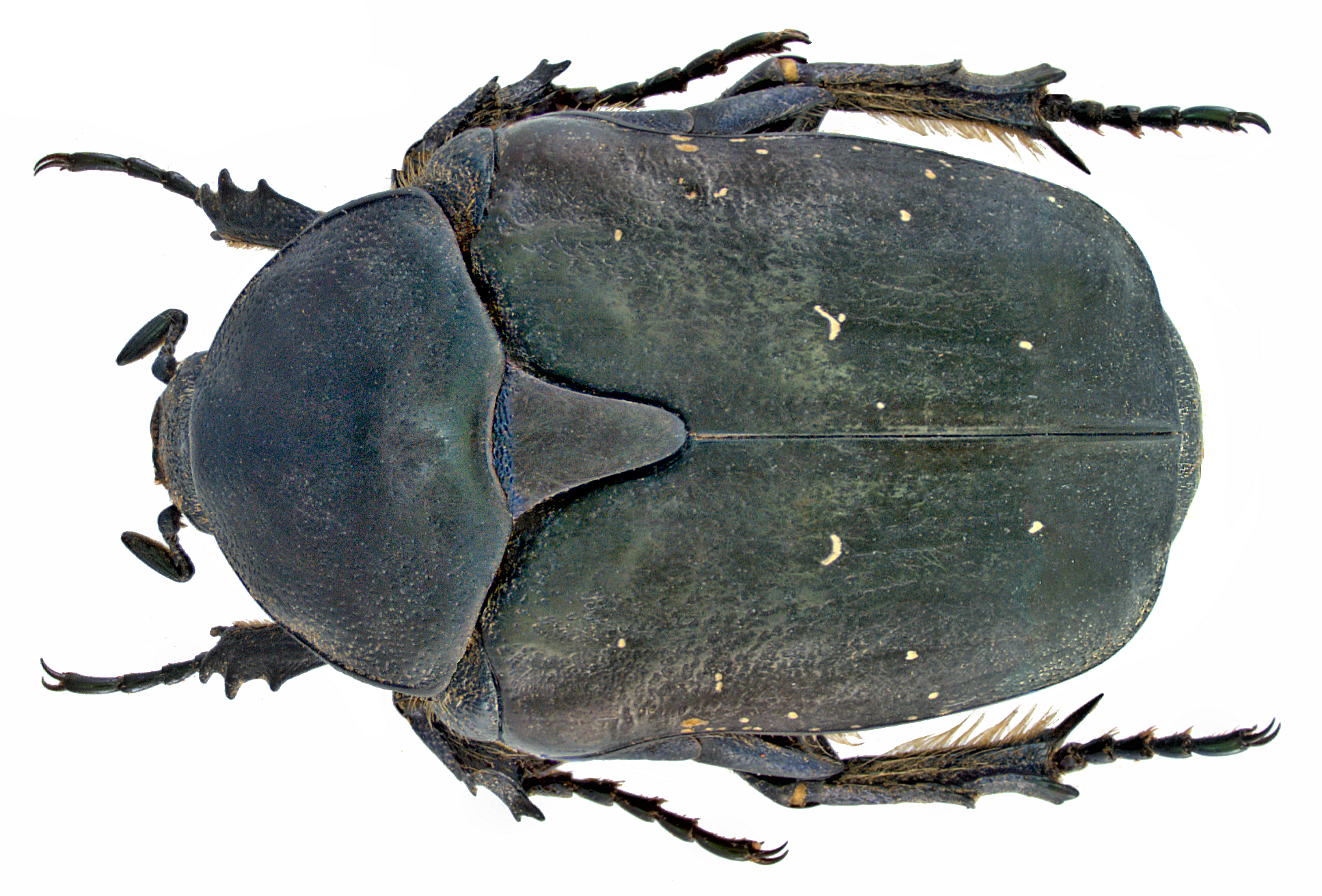
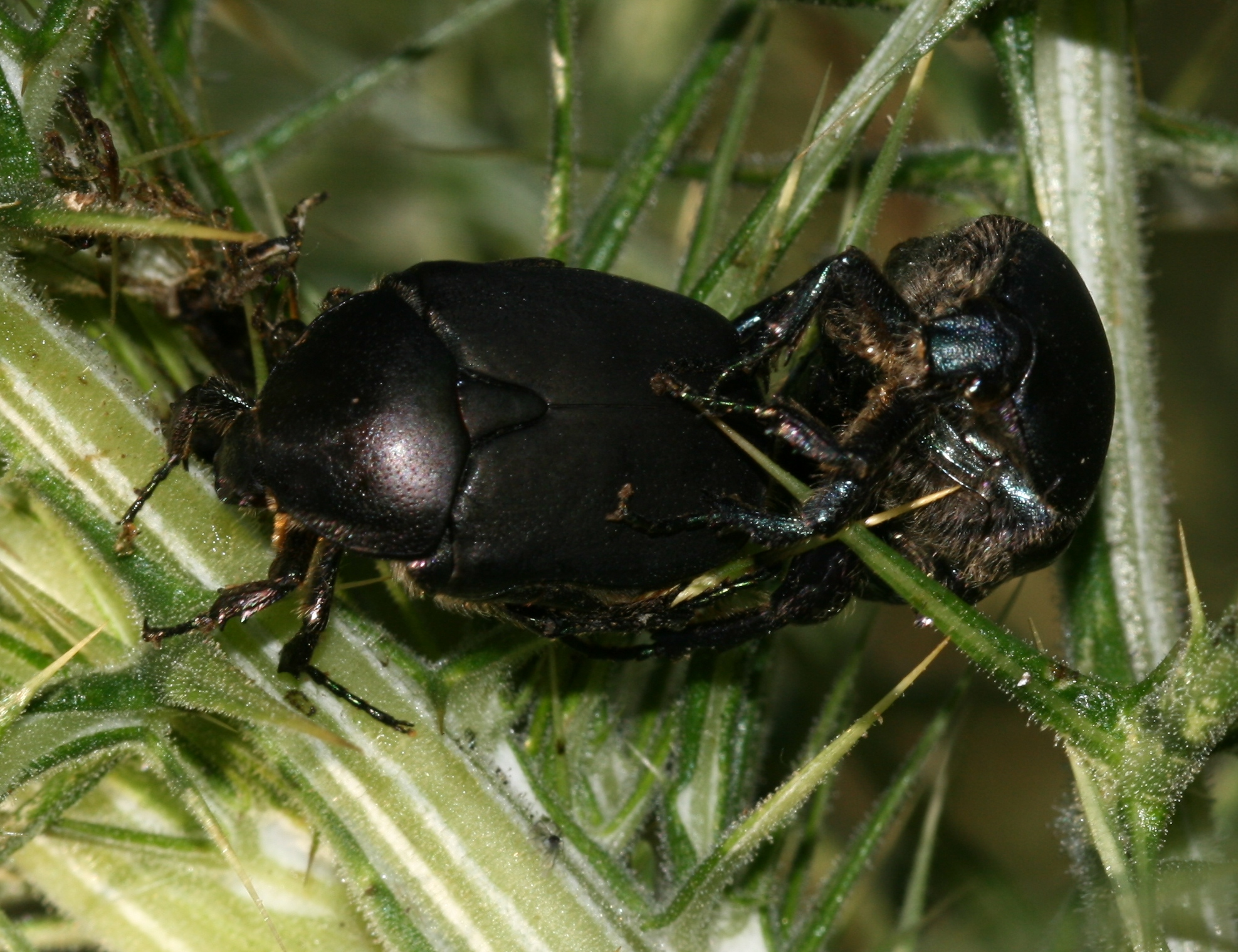